# یواس‌اس هونولولو (آی‌دی-۱۸۴۳)
یواس‌اس هونولولو (آی‌دی-۱۸۴۳) (به انگلیسی: USS Honolulu (ID-1843)) یک کشتی بود که طول آن ۴۱۲ فوت ۰ اینچ (۱۲۵٫۵۸ متر) بود. این کشتی در سال ۱۹۰۵ ساخته شد.